# Abax approximatus
Abax approximatus är en skalbaggsart som beskrevs av Leconte 1948. Abax approximatus ingår i släktet Abax och familjen jordlöpare. Inga underarter finns listade i Catalogue of Life.